# Ejido los Naranjos
Ejido los Naranjos är en ort i Mexiko.   Den ligger i kommunen Ixhuatlán del Café och delstaten Veracruz, i den sydöstra delen av landet, 240 km öster om huvudstaden Mexico City. Ejido los Naranjos ligger 993 meter över havet och antalet invånare är 528.
Terrängen runt Ejido los Naranjos är huvudsakligen kuperad, men norrut är den bergig. Runt Ejido los Naranjos är det mycket tätbefolkat, med 2 345 invånare per kvadratkilometer. Närmaste större samhälle är Córdoba, 11,6 km sydväst om Ejido los Naranjos. I omgivningarna runt Ejido los Naranjos växer i huvudsak städsegrön lövskog.